# Königliche Ordonnanz
Eine königliche Ordonnanz (französisch ordonnance royale bzw. du roi) war ein anfänglich rechtsbewahrender, später gesetzgeberischer Akt der Könige Frankreichs von Philipp IV. (dessen erste entstand 1287) bis zu Ludwig XVI. Die betroffene Zeitspanne umfasste das Spätmittelalter und die beginnende Neuzeit. Frühere Erlasse verkündeten eher öffentliches Recht, sie dienten der Befriedung der Privatkriege der Lehnsherren, während spätere eine Vielzahl von Regelungen des Privatrechtes zum Inhalt hatten. Die Bezeichnung einzelner Abschnitte in den Ordonnanzen war Artikel.

## Einzelne Ordonnanzen

### Ordonnance de Montils-lès-Tours (1453)
Der in der Ordonnance de Montils-lès-Tours enthaltene Artikel 125 (erlassen 1452 vom Kapetinger Karl VII.) ordnete an, für das ganze Reich amtliche Sammlungen von Gewohnheitsrecht anzulegen. Diese Maßnahme ermöglichte, das Gesammelte nach verschiedensten Rechtsgebieten und Regionen jeweils in coutumes zu erfassen und unter der Hinzuziehung von Vertretern des Adelsstandes vom König als geltendes Recht mit lettres patentes in Kraft zu setzen.
Für die Rechtsgeschichte war dies insofern bedeutsam, da Gewohnheitsrecht – das als ungeschriebenes Recht sich vom übrigen Recht unterschied – nun schriftlich festgehalten wurde. So stand es dann z. B.
- zur Weiterentwicklung der Gesetzgebung der Judikative oder
- zur Aufarbeitung der Rechtswissenschaft

zur Verfügung. Die zu bewältigende Datenmenge war sehr umfangreich, sodass dieses Vorhaben von der Sammlung bis zum Verfassen der coutumes erst in der  Zeit der Herrschaft  Karl IX. beendet wurde. (↑ siehe hierzu Das Ancien Droit)

### Ordonnance de Villers-Cotterêts (1539)
Die Ordonnance de Villers-Cotterêts, auch als Ordonnance Guillemine und offiziell Ordonnance générale sur le fait de la justice, police et finances bekannt, war eine Regelwerk, das sich Einzelfragen zur Kirchengerichtsbarkeit und zum Strafrecht widmete, die Einrichtung eines generellen Taufregisters beinhaltete und eine umfangreiche Reform zur Vereinheitlichung des Justiz- und Verwaltungswesens mit Anordnung der französischen Sprache als Amts-, Gesetzes- und Verwaltungssprache anstieß.

### Grandes Ordonnances (1667–1681)
Die Grandes Ordonnances Ludwig XIV. erlangten die größte Bedeutung. Die handelsrechtlichen Ordonnances standen unter dem merkantilistischen Gepräge Jean-Baptiste Colberts, und Jacques Savarys und können als Wegbereiter des Code civil und des Code de Commerce betrachtet werden.
Im Einzelnen:
- Ordonnance civile touchant la réformation de la justice, auch Ordonnance de S. German-en-Laye oder Code Louis (1667): Ludwig XIV. berief die Generalstände nicht mehr ein und machte Gebrauch von Gesetzesinstrumenten zur Rechtsvereinheitlichung des Zivilprozessrechts in einer Kodifikation (Normenbereinigung).
- Ordonnance criminelle (1670): Rechtsvereinheitlichung des Straf- und Strafprozessrechts (Beschneidung der Rechte Angeklagter).
- Ordonnance du commerce, auch Code Marchand (1673): Normwerk zur Regelung des Handelsrechts.
- Ordonnance de la marine (1681): Normwerk zur Regelung des (See-)Handelsrechts.

Für alle Ordonnances gilt nach Walter Wilhelm die Feststellung, dass sie 

„kein Instrument zur Rechtserneuerung, sondern vielmehr zur Rechtsbewahrung [waren]: sie setzte[n] nicht neues Recht, sondern altes Recht neu.“